# ベン・ルサージュ
ベン・ルサージュ（Ben LeSage、1995年11月24日 - ）は、メジャーリーグラグビー・ニューイングランド・フリージャックスに所属するラグビーユニオン選手。

## プロフィール
- カナダ・アルバータ州カルガリー出身[1]。
- ポジションはセンター(CTB)。
- 身長 183cm、体重 98kg
- カナダ代表キャップは16（2021年2月現在）でラグビーワールドカップ2019のカナダ代表に選ばれた[2]。

## 略歴
プレリーウルフパックを経て、2020年、トロント・アローズに加入。 
LAギルティニスを経て、2022年、ニューイングランド・フリージャックスに加入。 